# Quint Valeri Faltó
Quint Valeri Faltó (Quintus Valerius Q. F. P. N. Falto) va ser un magistrat romà, pretor i cònsol. Formava part de la gens Valèria i era de la família dels Faltó.
Va ser el primer pretor peregrí de Roma. El fet d'anomenar un pretor peregrí va ser perquè durant la guerra amb Cartago, quan eren necessaris dos comandants, Aule Postumi Albí, un dels cònsols de l'any (242 aC) era alhora sacerdot de Mart i el pontífex màxim, per aquest càrrec, li havia prohibit de sortir de la ciutat. Llavors Faltó, va ser nomenat el segon en el comandament de la flota enviada a Sicília (per darrere de Gai Lutaci Catul), l'últim any de la Primera Guerra Púnica. Quan Catul va ser ferit greu a Drepanum, Faltó va agafar la direcció de la campanya. A la batalla d'Egusa va contribuir en gran manera a la victòria romana i al retorn va demanar compartir el triomf amb Catul, però la seva petició va ser rebutjada pel senat amb la justificació que un oficial inferior a un altre no tenia dret per llei a la mateixa recompensa que el cap. Es va sotmetre la disputa a arbitratge i l'àrbitre Atili Calatí va fallar contra Faltó. El poble no obstant volia afavorir Faltó i aquest va celebrar un triomf no oficial el 6 d'octubre del 241 aC.
Va ser elegit cònsol l'any 239 aC juntament amb Gai Mamili Turrí.